# Канцеларија Уједињених нација у Најробију
Канцеларија Организације уједињених нација у Најробију, УНОН (енгл. United Nations Office at Nairobi, UNON) је једна од четири главне локације канцеларија Организације уједињених нација на којима неколико различитих агенција ОУН имају заједничко присуство. Пословни комплекс се налази у Најробију у Кенији.
У новембру 2004, Савет безбедности Организације уједињених нација одржао је једну од ретких седница у Најробију како би размотрили ситуацију у јужном и западном Судану. Састанак је сазван на инсистирање тадашњег амбасадора Сједињених Држава Џона Данфорта.

## Саставне агенције

### Са седиштем у Најробију
- Програм ОУН за животну средину
- Програм ОУН за насеља
- Конференција Источноафричког модела Организације уједињених нација

### Присуство у Најробију
- Организација за храну и пољопривреду
- Међународна организација за цивилно ваздухопловство
- Међународна организација рада
- Међународна поморска организација
- Међународни монетарни фонд
- Заједнички програм ОУН за ХИВ/АИДС
- Центар ОУН за регионални развој, канцеларија за Африку
- Развојни фонд ОУН за жене
- Развојни програм Организације уједињених нација
- Програм ОУН за контролу наркотика
- Организација ОУН за образовање, науку и културу
- Високи комесаријат ОУН за избеглице
- Организација ОУН за индустријски развој
- Фонд ОУН за децу
- Заједничка ваздухопловна служба Организације уједињених нација
- Канцеларија ОУН за координацију хуманитарних питања
- Канцеларија ОУН за пројектне услуге
- Политичка канцеларија ОУН за Сомалију
- Популациони фонд Организације уједињених нација
- Светска банка
- Светски програм за храну
- Светска здравствена организација